# Carriola (erebídeos)
Carriola (Arctiidae) é um gênero de traça pertencente à família Arctiidae.